# Остаци цркве Светог Арханђела у Бадовцу
Остаци цркве Светог Арханђела у Бадовцу налазе се у селу Бадовац, на територији Града Приштине, на Косову и Метохији. Представљају непокретно културно добро као споменик културе.
На гробљу у Новом Селу – Бадовцу смештеном на брежуљку са десне стране Новоселског поточића налазе се остаци гробљанске цркве. На основу сачуваних грађевинских остатака црква је датована у 16.-18. век. Око цркве се види надгробни камени споменици из 18.-19. века.

## Основ за упис у регистар
Решење Покрајинског завода за заштиту споменика културе у Приштини, бр. 718 од 8. 10. 1964. г Закон о заштити споменика културе (Сл. гласник СРС бр. 51/59).